# 波木銅
波木 銅（なみき どう、1999年 - ）は、日本の小説家。

## 経歴・人物
1999年、茨城県生まれ。茨城県立日立北高等学校、大正大学表現学部表現文化学科卒業。
2021年、『万事快調〈オール・グリーンズ〉』で第28回松本清張賞を受賞。受賞時のペンネームは田食 銅（たじき どう）。
大正大学では主に映像制作について学ぶ。大学3年のとき、同大学で講師を務める第22回松本清張賞受賞者の額賀澪の授業を受けたことをきっかけに、同賞へ応募する。
中学時代までは読書に興味がなかったが、伊坂幸太郎の『ラッシュライフ』を読んだことをきっかけに、小説に興味を持つ。

## 著書

### 単行本
- 万事快調〈オール・グリーンズ〉（2021年7月、文藝春秋）
- ニュー・サバービア（2024年1月、太田出版）

### 雑誌掲載短編
- 結局のところ、わたしたちはみな（文藝春秋『オール讀物』2022年6月号）
- ラッキーパンチ・ドランカー（新潮社『小説新潮』2022年6月号）
- フェイクファー（文藝春秋『オール讀物』2023年2月号）
- 国境沿いのピンボール・リザード（零合舎『零合 百合総合文芸誌』第2号）

## メディア化作品
万事快調〈オール・グリーンズ〉
- 漫画、作画：破賀ミチル（カドコミ、2023年11月17日 - ）
- 映画、監督・脚本・編集：児山隆、主演：南沙良・出口夏希（2026年公開予定）